# Geoff Campbell
Geoffrey "Geoff" Campbell, es un personaje ficticio de la exitosa serie de televisión australiana Home and Away, interpretado por el actor Lincoln Lewis desde el 2007 hasta el 2010, Lincoln dejó la serie para hacer su debut en Estados Unidos con la película Tomorrow: When The War Began donde interpretó a Kevin.

## Biografía
Geoff apareció por primera vez en Bay cuando él y su hermana Annie encontraron a Martha durmiendo en el establo, Martha necesitaba volver a la bahía así que Geoff la llevó. Cuando Geoff y Annie llegaron conocieron a Sally Fletcher y a Alf Stewart quienes les preguntaron acerca de a qué escuela habían asistido, a lo que Annie respondió que no iban a la escuela. 
Geoff había estado trabajando en la granja desde que sus padres murieron en un accidente de coche y su abuelo religioso Bruce lo hacía trabajar duro.
Sally decidió ir a visitar a Bruce, ya que se encontraba preocupada porque Geoff y Annie no recibieran la educación adecuada, pero antes de que Bruce pudiera decir algo, Annie tuvo que ser llevada al hospital luego de que se cortara el brazo con un alambre de púas. Mientras estaban en el hospital Sally le preguntó a Bruce si los niños habían sido educados, a lo que Bruce respondió que ellos aprendían en casa, sin embargo la expresión en el rostro de Geoff indicaba lo contrario.
La tensión entre Geoff y Lucas Holden comienza a crecer, cuando Geoff ve a Lucas hundiendo el barco de su padre y luego se lo dice a Tony. Eventualmente Bruce cambió de idea y dejó que Geoff y Annie asistieran a la escuela y con el dinero que sus padres les habían dejado para su educación se inscribieron en Summer Bay High. 
Cuando Geoff descubrió que Annie tomaba clases de lectura con Lucas se molestó y las cosas fueron de mal en peor cuando Geoff entró al equipo local y Tony le prestara mucha atención, lo que ocasionó la molestia de Lucas ya que sentía que su padre lo favorecía a él más que a su propio hijo. Después de que Tony visitara la granja y encontrar a Geoff trabajando en medio de la noche, habló con Bruce, quien le dijo que desde que sus nietos asistían a la escuela se habían vuelto irrespetuosos y que ya no hacían sus labores en la granja correctamente.
El próximo en causarle problemas fue Aden Jefferies quien también creía que Tony lo favorecía, así que queriendo vengarse de él, junto a unos amigos le puso algo a su bebida, lo que ocasionó que Geoff perdiera la conciencia y luego lo metieron en el maletero de Tony. Aunque fue rescatado al siguiente día, su abuelo molesto lo obligó a abandonar el equipo y a trabajar solamente en la granja. 
Luego de encontrar evidencia de que sus padres querían que él y su hermana asistieran a la escuela, se molestó porque su abuelo les había estado mintiendo y envenenó a las ovejas. Luego de que la verdad saliera a la luz, Bruce hecho a Geoff de la casa quien se mudó con Tony a pesar de su enemistad con Lucas. Después de ver que Annie necesitaba una figura femenina en su vida, Irene Roberts se la llevó a vivir con ella.
Cuando Annie acabó en el hospital, Bruce comenzó a ser más comprensivo con sus nietos y después de reconciliarse asistió al partido de fútbol de Geoff. Pero la felicidad no duro ya que Bruce colapso en su granja y murió. Después de que el testamento de Bruce fuera leído todos quedaron asombrados al descubrir que había nombrado a Jonah como el tutor legal de sus nietos. Geoff molestó golpeo a Jonah, cuando se enteraron de que la granja estaba a punto de ser embargada hicieron todo lo posible, pero a pesar de los intentos de Jonah para que esto no pasará, perdieron la granja por lo que Geoff y Annie se mudaron con Irene.
Después de que le ofrecieran una beca de fútbol a Geoff, este dejó la bahía. Pero cuando el Reverendo Hall se enfermó regresó y le dijo a Annie que ya no quería jugar fútbol y que en su lugar quería ser ministro. Después de que convenciera a Geoff de soltarle las ataduras el Reverendo escapó, poco después Annie lo encontró y él intentó matarla pero fue rescatada por Geoff y Roman Harris. 
Geoff comenzó a sentirse atraído por Britney una compañera, pero Annie le dijo que la amiga de Britney, Melody Jones era un mejor partido. Después de que Melody pensara que estaba en una relación con Geoff, este la puso en su lugar y le pidió a Britney que lo acompañara a su clase de la biblia, cuando esta se río, se dio cuenta de cómo había reaccionado y le preguntó a Melody si quería salir con él, a lo cual ella aceptó y poco después comenzaron a salir. Pero la relación no tardo mucho para enfrentar problemas, primero cuando Nicole Franklin quiso causar problemas entre ellos y le ofreció a Geoff una clase de besos, quien la rechazó así que esta le dijo a Melody que él había disfrutado la clase, afortunadamente ambos se dieron cuenta del plan de Nicole y Geoff se vengó engañando a Nicole para que les diera una clase de besos a todos los nerds de la escuela. Los problemas regresaron cuando la madre de Melody desaprobó la relación y puso una orden de restricción en contra de Geoff, lo que ocasionó que la relación terminara. Poco después Melody fue atacada por Axel y Geoff estuvo a su lado para apoyarla.
Mientras tanto Nicole comenzó a salir con Elliot y Geoff le dijo a Ruby que no confiaba en él, por lo que Ruby le comentó que creía que a él le gustaba. Luego de que Elliot le dijera a Nicole que se sumergiera durante una clase de buceo, le dijo a Geoff que solo lo había hecho para fortalecer su confianza. Geoff convencido de que algo estaba mal decidió unírseles durante un viaje en bote, en el mar Nicole y Elliot se fueron a bucear y cuando Elliot regresó sin Nicole, Geoff comenzó a preocuparse al preguntarle en dónde estaba, este lo amenazó con un arpón y Geoff saltó del barco, Elliot le disparó y el arpón le dio en la pierna. Sin embargo Geoff se las arregló para encontrar a Nicole quien estaba en el fondo del mar, pero la perdió y se separaron. Cuando Geoff se despertó se encontró en una isla aislada, con su pierna herida y con Nicole inconsciente. 
Luego de revivirla terminaron durmiendo juntos y poco después fueron rescatados. Luego de enfrentarse al hecho de que eran muy diferentes, Geoff le pidió a Nicole que se casara con él, pero ambos se dieron cuenta de que solo eran amigos y terminaron. Cuando Geoff la apoyó durante los problemas que tenía con su madre, regresaron, pero la relación se vio amenazada cuando Melody regresó a la bahía con el objetivo de ganarse a Geoff de nuevo. Poco después comenzaron a discutir cuando Geoff la acusó de haberlo engañado con Trey Palmer, lo que dejó a Nicole dolida por su desconfianza. Nicole decidió sorprender a Geoff con un viaje y se fueron unos días a la isla en donde se habían quedado seis meses antes, sin embargo la felicidad no duró luego de que se encontraran con un hombre extraño llamado Derrick que solo hablaba de matar gente. Cuando trataron de escapar Derrick los persiguió pero Geoff se las arregló para golpearlo en la cabeza, en la mañana fueron rescatados por Roman, el padre de Nicole, pero la experiencia causó una brecha en su relación. Después de darse cuenta de que no querían lo mismo terminaron la relación y Geoff renunció a su papel como capitán en la escuela.
Mientras tanto se emocionó cuando Martha MacKenzie - Holden compró la granja de sus padres y más cuando contrato a Claudia Hammond para que la ayudara. Claudia estudiaba con Geoff y muy pronto comenzó a salir con ella. Pero la relación terminó cuando Geoff se enteró de que Claudia le había hecho creer que él era el padre del bebé que estaba esperando, pero en realidad el verdadero padre es su exnovio Lachie Cladwell, con quien luego regresó.
Poco después comenzó a salir con Ruby Buckton. Luego del incidente en el que el Diner se incendiara, Geoff buscó ayuda y consejo y lo encontró en el nuevo reverendo Elijah Johnson, poco después y a pesar de que estaba muy enamorado de Ruby, Geoff dejó Bay para ser misionero y luego asistir a una esucela religiosa para convertirse en sacerdote, lo que dejño devastada a Ruby y a Irene.